# Elezioni governatoriali in Texas del 2002
Le elezioni governatoriali in Texas del 2002 si svolsero il 5 novembre per eleggere il governatore del Texas.
Governatore uscente era il repubblicano Rick Perry, subentrato alla carica nel 2000 a seguito delle dimissioni di George W. Bush, impegnato nella corsa per le presidenziali. A sfidarlo fu in particolare il democratico Tony Sanchez. Gli altri candidati furono Jeff Daiell del Partito Libertario, Rahul Mahajan dei Verdi e gli indipendenti Elaine Eure Henderson e Earl O'Neil.
Rick Perry si impose nettamente sullo sfidante, conquistando 218 delle 254 contee del Texas. Il Governatore uscente conquistò in particolare il voto anglosassone (70% contro il 30% di Sanchez), mentre il democratico ebbe maggior successo tra gli afroamericani (85% contro 15%) ed i latinos (87% contro 13%).

## Risultati
| Candidati             | Partiti              | Voti      | %     |
| --------------------- | -------------------- | --------- | ----- |
| Rick Perry            | Partito Repubblicano | 2.632.591 | 57,81 |
| Tony Sanchez          | Partito Democratico  | 1.819.798 | 39,96 |
| Jeff Daiell           | Partito Libertario   | 66.720    | 1,47  |
| Rahul Mahajan         | Verdi                | 32.187    | 0,71  |
| Elaine Eure Henderson | Indipendente         | 1.715     | 0,04  |
| Earl W. O'Neil        | Indipendente         | 976       | 0,02  |
| Totale                | Totale               | 4.553.987 |       |

## Elezioni primarie

### Partito Repubblicano
| Candidato  | Voti    | %      |
| ---------- | ------- | ------ |
| Rick Perry | 620.463 | 100,00 |
| Totale     | 620.463 |        |

### Partito Democratico
| Candidato       | Voti      | %     |
| --------------- | --------- | ----- |
| Tony Sanchez    | 609.383   | 60,73 |
| Dan Morales     | 330.873   | 32,98 |
| Bill Lyon       | 43.011    | 4,29  |
| John Worldpeace | 20.121    | 2,01  |
| Totale          | 1.003.388 |       |